# Ramaria flavicingula
Ramaria flavicingula är en svampart som tillhör divisionen basidiesvampar, och som beskrevs av Ronald H. Petersen. Ramaria flavicingula ingår i släktet Ramaria, och familjen Ramariaceae. Arten har ej påträffats i Sverige.